# Ambodibonara (Diana)
Ambodibonara is een plaats in Madagaskar gelegen in het district Ambilobe van de regio Diana. In 2001 telde de plaats bij de volkstelling 6418 inwoners.
In de plaats is basisonderwijs beschikbaar. 69% van de bevolking is landbouwer. Er wordt met name bananen en rijst verbouwd, maar koffie, suikerriet en katoen komen ook voor. In zowel industriesector als dienstensectoren werken 0,5% van de bevolking. Ten slotte voorziet 30% van de bevolking zich door middel van visserij in levensonderhoud.